# Kunlun Red Star
Kunlun Red Star – chiński klub hokeja na lodzie z siedzibą w Pekinie.

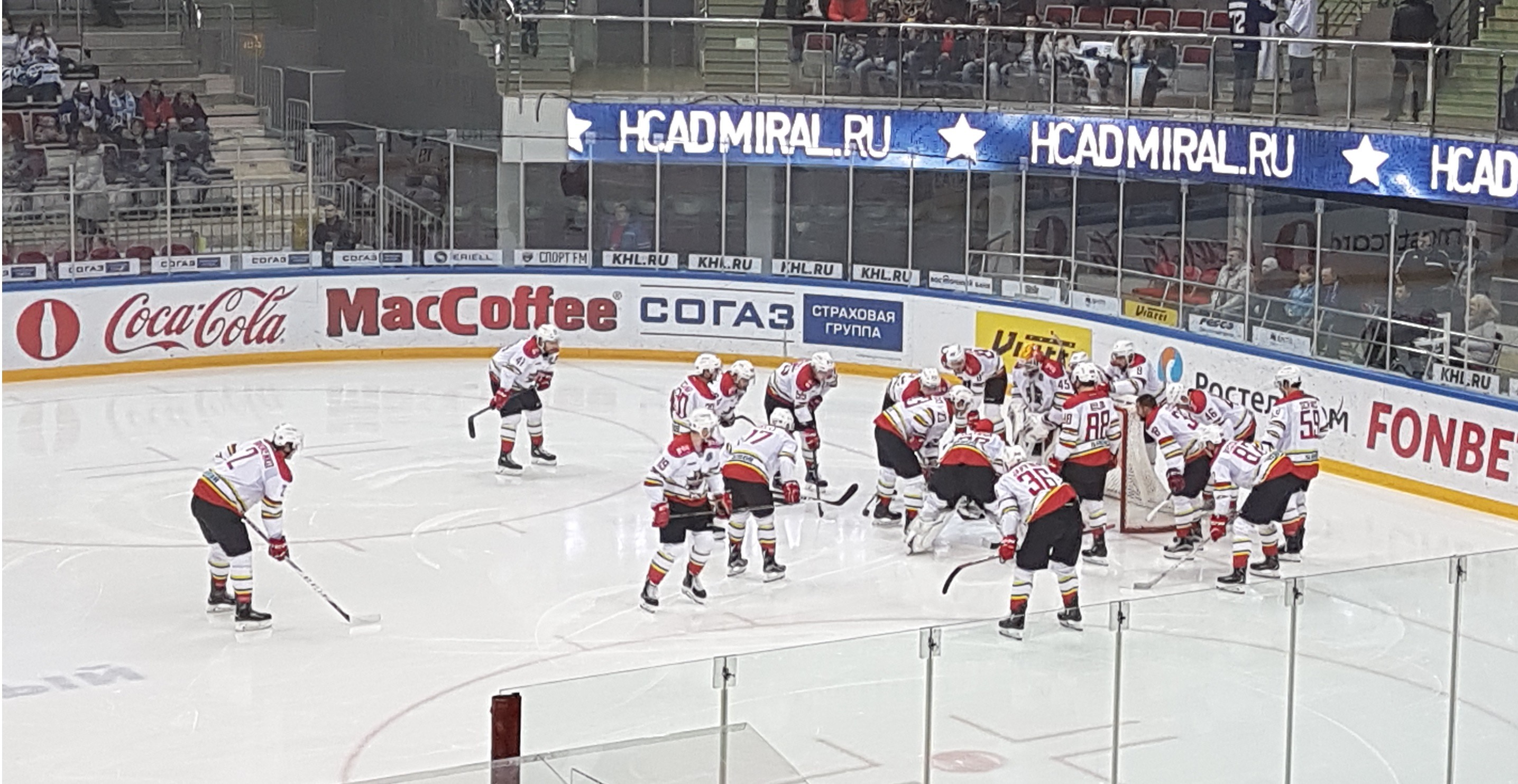
Drużyna Kunlun Red Star (2017)

## Historia
25 czerwca 2016 oficjalnie ogłoszono, że nowo powstały chiński klub Kunlun Red Star został przyjęty do rosyjskich rozgrywek hokejowych KHL edycji od sezonu 2016/2017. Na początku lipca 2016 została zorganizowana pierwsza konferencja prasowa, na której zostali przedstawieni dyrektor sportowy Władimir Kreczin oraz trener Władimir Jurzinow (junior), a ponadto zaanonsowani zakontraktowani zawodnicy. Pod koniec lipca 2016 nowo sformowana drużyna, złożona z obcokrajowców oraz zawodników chińskich, rozpoczęła treningi na lodzie. Kunlun zakwalifikował się do fazy play-off i uległ w pierwszej rundzie ekipie Mietałłurga Magnitogorsk w meczach 1:4. W marcu 2017 trenerem zespołu został mianowany Kanadyjczyk Mike Keenan. Asystentem został Igor Krawczuk. Do sierpnia 2017 menedżerem generalnym klubu był Władimir Krieczin. Później trenerem był Bobby Carpenter, a w 2018 został nim Jussi Tapola.
Stowarzyszone z Klubem zespoły zostały przyjęte w 2017 do innych rosyjskich rozgrywek: Kunlun Red Star Heilongjiang do WHL edycji 2017/2018, a drużyna KRS Junior do MHL edycji 2017/2018.
Od początku drużyna występowała w hali LeSports Center w Pekinie. Później podjęła grę w obiekcie Feiyang Ice Skating Center w Szanghaju. Na początku sezonu KHL (2018/2019) władze klubu poinformowały, że poczynając od 3 stycznia 2019 zespół ponownie będzie występował na pekińskim lodowisku, przemianowanym w międzyczasie na Cadillac Arena.
W lipcu 2020 poinformowano, że w sezonie KHL (2020/2021) bazą drużyny będzie Mytiszczi Arena. Także w lipcu 2020 głównym trenerem Kunlunu został mianowany Aleksiej Kowalow. Jego pomocnikami w sztabie zostali Wiaczesław Kozłow i Igor Ulanow. We wrześniu 2020 z powodu choroby Kowalowa stanowisko pierwszego trenera objął zastępczo Ulanow.
Przed sezonem 2021/2022 Kunlun Red Star został przesunięty z Dywizji Czernyszowa do Dywizji Charłamowa. Ogłoszona w styczniu 2022 reprezentacja Chin na turniej Zimowych Igrzysk Olimpijskich 2022 w Pekinie została w całości złożona z graczy Kunlunu. W lipcu 2022 trenerem drużyny został ogłoszony Greg Ireland.
W połowie 2025 ogłoszono, że drużyna KRS w sezonie KHL (2025/2026) będzie występować na lodowisku SKA-Arena w Petersburgu. W sierpniu 2025 podano do wiadomości, że następcą klubu został Shanghai Dragons.